# 행암항
행암항은 경상남도 창원시 진해구 풍호동에 있는 어항이다. 2003년 3월 27일 어촌정주어항으로 지정되었다. 시설관리자는 창원시장이다.

## 어항 구역
- 수역: 북측돌출부끝단에서 전방위 북위35°06′52″ 동경128°41′55″와 남측 연안 돌출부를 연결한 연안수역[1]

## 어항 시설
- 선착장(L=30m, B=3m), 선착장(L=85m, B=6m), 호안시설(L=255m), 물량장(800m2)